# Dujam Rendić-Miočević
 Ovo je glavno značenje pojma Dujam Rendić-Miočević. Za članak o istoimenom arheologu pogledajte Duje Rendić-Miočević.
Dujam pl. Rendić Miočević (Split, 4. siječnja 1834. – Split, 29. rujna 1915.), hrvatski pravnik, arheolog; član JAZU/HAZU i prvi splitski narodnjački načelnik (1882. – 1885.).

## Životopis
Rodio se u staroj splitskoj plemićkoj obitelji i svoje je prve društveno-političke poglede stekao u vrijeme kada je u krugovima srednjeg plemstva i mladoga građanstva počelo izrazitije zanimanje za nacionalnu problematiku s aspekta jezika, politike, kulture i gospodarstva.
Godine 1851. završio je gimnaziju u Splitu, nakon čega je pohađao i završio dvogodišnji filozofski licej, da bi potom studirao pravo u Padovi, gdje je i doktorirao. Po povratku u Dalmaciju priključio se radu narodnjačke stranke, koja se zalagala za uvođenje hrvatskog jezika kao službenog u svim javnim službama na području Dalmacije i za ujedinjenje pokrajine s Banskom Hrvatskom. Zajedno s ostalim istaknutim narodnjacima, Dujam se založio za osnivanje narodnjačke čitaonice u Splitu, koja je otvorena 30. rujna 1862. pod imenom Slavjanska narodna čitaonica.:str. 176.-177. Dujam je sudjelovao i u drugim aktivnostima narodnjaka pa je od 1863. bio član Matice dalmatinske.
Sredinom 70-ih godina 19. stoljeća, otvorio je odvjetnički ured u Sinju, gdje su se, isprva, autonomaši i narodnjaci zajedno okupljali u Casinu. Međutim, zbog učestalih sukoba, narodnjaci su istupili iz Casina i osnovali Narodnu čitaonicu 1867. godine, a među osnivačima bio je i Dujam Rendić-Miočević. Bio je i među vijećnicima prvog narodnjačkog općinskog vijeća u Sinju, izabranog na općinskim izborima 1869. godine koje je uvelo hrvatsku trobojku kao službenu zastavu sinjske općine i hrvatski jezik za službeni jezik te općine.
Nakon odlaska narodnjačkog odvjetnika Koste Vojnovića iz Splita u Zagreb, Rendić-Miočevič je privremeno napustio odvjetničku praksu u Sinju i otvorio odvjetnički ured u Splitu, gdje se ponovno uključio u politički rad Narodne stranke, kojoj je na čelo u Splitu, nakon Vojnovićeva odlaska, stupio Gajo Filomen Bulat. Dvije najvažnije zadaće Narodne stranke u Splitu bile su "ponarođenje" splitskih srednjih škola i splitske općine.
Godine 1877. Dujam Rendić-Miočević izabran je zajedno s prvacima Narodne stranke za zastupnika u Dalmatinskom saboru u Zadru, gdje su narodnjački zastupnici potpisali politički program Narodnjačkog saborskog kluba u kojem je istaknuto da se oni na temelju narodnog načela i državnog prava hrvatskoga, zalažu za sjedinjenje Dalmacije s Hrvatskom i Slavonijom na ravnopravnoj osnovi.:str. 178.-179.
Godine 1879. narodnjaci su, u izborima za Carevinsko vijeće, suprotstavili načelniku Anti Bajamontiju kandidaturu Dujma Rendića-Miočevića. Zahvaljujući izbornim glasovima iz Makarske, Dubrovnika, Herceg-Novog i Perasta, Dujam je bio izabran za zastupnika u Beču. Od ukupno 1029 birača u toj izbornoj jedinici, za Rendića su glasali 573, a za Bajamontija 456 birača.:str. 179.-180. Narodni zastupnici iz Dalmacije stupili su u Hohenwartov zastupnički klub u Carevinskom vijeću, koji je podupirao Taaffeovu vladu, kako bi se što bolje izborili za za interese naroda u Dalmaciji. U prilog im je išao i rastući talijanski iredentizam, zbog čega su austrijske vlasti prestale podupirati Talijane u Dalmaciji. Zbog svega toga, car Franjo Josip (1848. – 1916.) odobrio je uvođenje hrvatskog jezika kao nastavnog jezika u dalmatinske gimnazije, što je izazvalo veliko oduševljenje pristaša Narodne stranke u Splitu i ostatku Dalmacije.:str. 180.-181.
Jak položaj i apsolutna moć splitskog načelnika Antonija Bajamontija ozbiljno je bila uzdrmana njegovim porazom u izborima za Carevinsko vijeće (1879.), ali i financijskim skandalom oko njegova društva Associazione dalmatica i u općini, zbog čega su austrijske vlasti naposljetku donijele odluku o raspuštnju splitskog Općinskog vijeća i raspisavanju novih općinskih izbora.
Na općinskim izborima u Splitu održanima 1882. godine pobijedila je Narodna stranka i konstituirala prvu narodnjačku splitsku vlast. Za prvog narodnjačkog općinskog načelnika izabran je dr. Dujam Rendić-Miočević. Dužnost splitskog općinskog načelnika obavljao je do 1885. godine, kada se povukao zbog sukoba sa splitskom narodnjačkim vođom, Gajom Bulatom. Istodobno, nije prihvatio ni novu kandidaturu za izbor u Carevinsko vijeće u Beču. Nakon toga, povukao se u Sinj i ponovno otvorio tamošnju odvjetničku kancelariju. Dužnost zastupnika u Dalmatinskom saboru obnašao je do 1889. godine, nakon čega se povukao iz javnog političkog života.:str. 187.
U poznijoj životnoj dobi vratio se u Split gdje je obnašao dužnost predsjednika Odvjetničke komore. Godine 1909. potpisao je, zajedno s drugim dalmatinskim odvjetnicima, antirežimski intoniranu adresu podrške zagrebačkim odvjetnicima koji su bili branitelji u tkz. veleizdajničkom procesu protiv niza istaknutih Srba.
U Splitu je dočekao i Prvi svjetski rat, no nije uspio doživjeti slom Austro-Ugarske. Umro je u rodnom gradu 29. rujna 1915. u 81. godini života.